# Can Margenat
Can Margenat és una casa senyorial situada a la confluència del carrer Major de Sarrià amb la plaça de Sarrià, al barri de Sarrià (Barcelona), catalogada com a bé amb elements d'interès (categoria C).

## Història
Construïda al segle xvi per la família Sala, era una masia amb grans extensions de terres de conreu i vinyes, on es feien bones collites de vi.
Al segle xviii pertanyia a la família Anglí, que el 1758 entroncà amb els Margenat pel casament entre Gertrudis Anglí i Galvany amb Francesc Margenat i Bell.
El 1881 va ser reformada en estil neogòtic pel mestre d'obres Joan Carpinell.

## Arquitectura
Consta de baixos, planta noble i una gran galeria correguda d'arcs de mig punt a la part alta de la façana, coronada per un potent ràfec de fusta treballada. La façana és de carreus de pedra, amb encintats i motllures neogòtiques a portes i finestres, i la planta noble té una gran balconada i finestrals gòtics al costat. Als baixos hi ha un portal adovellat d'arc de mig punt, flanquejat per dues finestres renaixentistes.
La façana i el ràfec del costat nord són nous, producte de l'enderroc de les cases veïnes. A la part posterior hi ha un portal que comunica amb la plaça del Consell de la Vila.

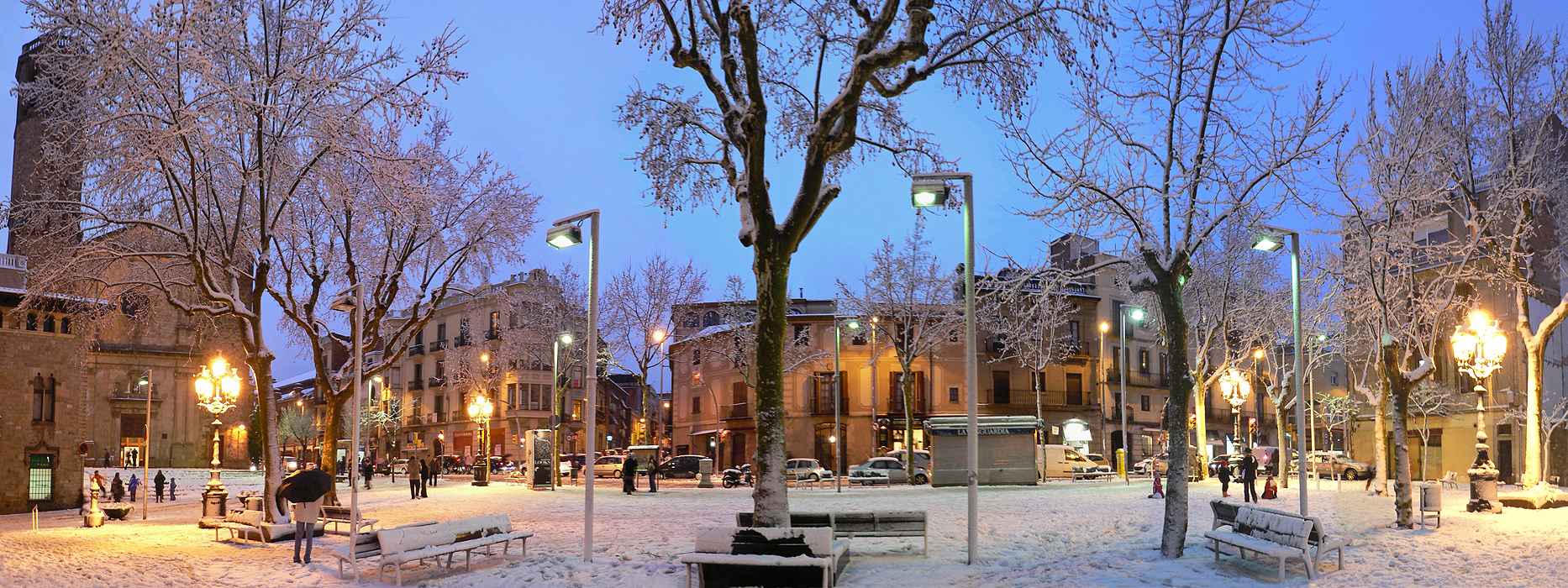
Plaça de Sarrià a la nit
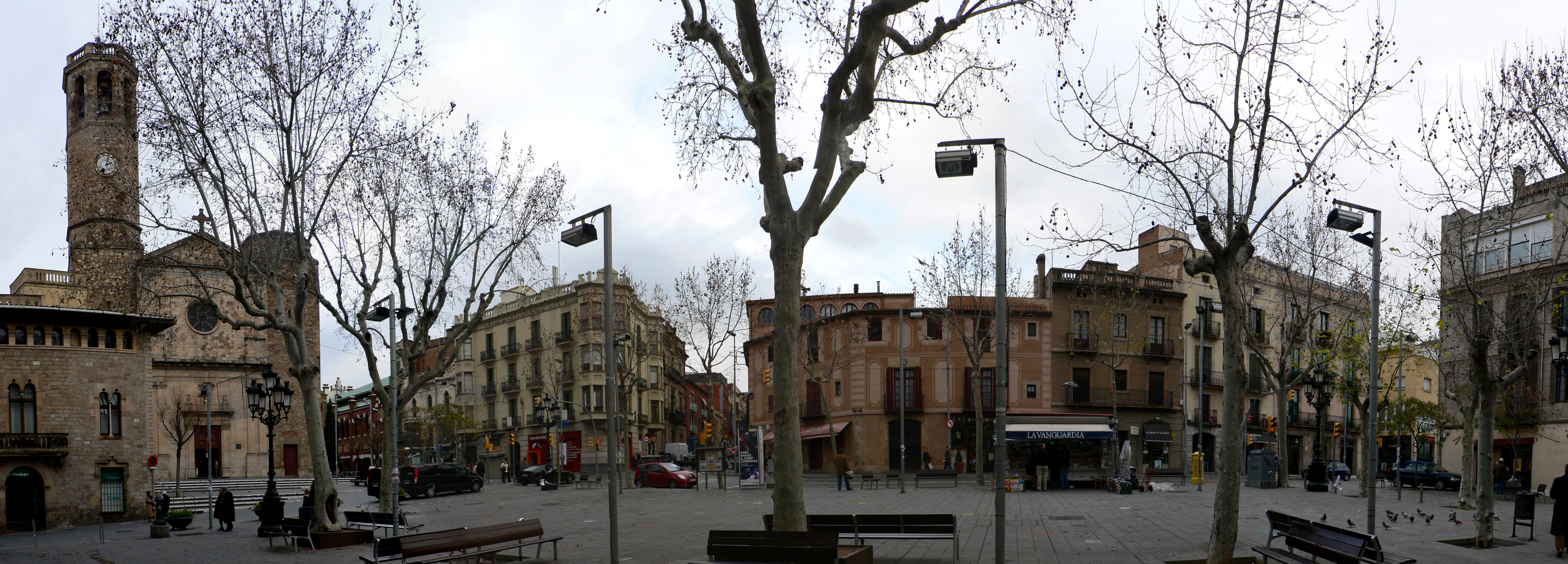
Plaça de Sarrià nevada